# Diana Harshbarger
Diana Harshbarger, née le 1er janvier 1960, est une pharmacienne femme politique américaine. Membre du Parti républicain, elle est élue à la Chambre des représentants des États-Unis pour le 1er district du Tennessee depuis 2021.

## Jeunesse et carrière
Diana Harshbarger est née à Kingsport, Tennessee et grandit à Bloomingdale (en). Elle est la première personne de sa famille à obtenir un diplôme d'études secondaires. Elle obtient un baccalauréat de l'université d'État de l'Est du Tennessee (en) et un doctorat en pharmacie à l'université de Mercer.
Elle est pharmacienne agréée depuis 1987. Elle et son mari, Bob, exploitent Premier Pharmacy, une pharmacie de préparation.

## Chambre des représentants des États-Unis

### Élection 2020
Lorsque le sortant Phil Roe choisit de ne pas se représenter à la Chambre des représentants des États-Unis, Diana Harshbarger annonce sa candidature pour lui succéder dans le 1er district du Tennessee, aux élections de 2020. Elle remporte la primaire républicaine du 5 août 2020 et vainc le démocrate Blair Walsingham aux élections générales de novembre,,. Elle est la cinquième femme élue au Congrès du Tennessee, mais seulement la troisième à ne pas remplacer son mari après Diane Black et Marsha Blackburn. Diana Harshbarger concentre sa campagne sur la résolution de la crise des opioïdes, la promotion d'une législation anti-avortement et la protection de la liberté religieuse.
En 2021, alors que le Congrès se préparait à débattre de la loi sur le budget des forces armées pour l'année 2022, Diana Harshbarger a acheté pour plusieurs milliers ou dizaines de milliers de dollars d'actions d'entreprises du secteur de l'armement et pourrait avoir violé la loi fédérale en tardant à divulguer ses intérêts.
Elle est membre du Freedom Caucus.